# Station Perca-Plan de Corones Percha-Kronplatz
Station Station Perca-Plan de Corones Percha-Kronplatz is een spoorwegstation aan de Pustertalspoorlijn tussen de gemeenten Percha en Kronplatz (Italië-Zuid-Tirol).
De stationsnaam wordt volgens de regels van Trenitalia in het Italiaans aangegeven, gevolgd door het Duits als lokale taal.